# 리아 창

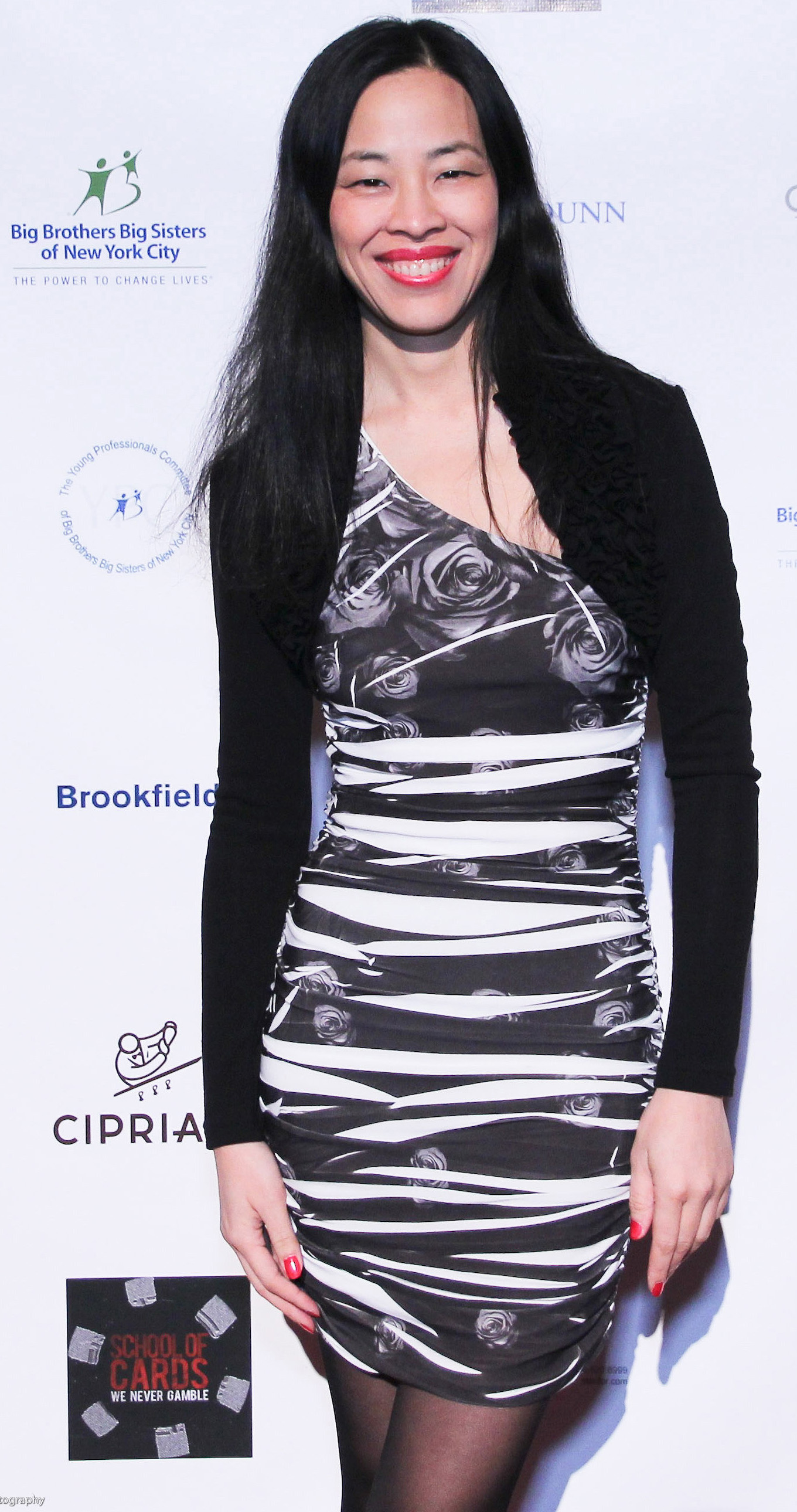

리아 창(Lia Chang, 1963년 9월 29일 ~ )은 미국의 배우, 사진가, 저널리스트, 텔레비전 배우, 영화배우이다.
샌프란시스코에서 태어났다.

## 영화
- 인베스티게이터 (1999년)
- 프랑켄후커 (1990년)
- 킹 뉴욕 (1990년)
- 빅 트러블 (1986년)